# Чернец (посёлок)
Не следует путать с посёлком при железнодорожной станции Чернец в том же административном районе.
Черне́ц — опустевший посёлок в Брянском районе Брянской области, в составе Чернетовского сельского поселения. 
 Население — 3 человека (2010).

## География
Расположен в 2 км к западу от села Госома.

## История
Возник в конце 1920-х годов. До 1954 года — в Госомском сельсовете; в 1954—1960 в Страшевичском, позднее в Чернетовском сельсовете. В 1939—1957 гг. входил в Жирятинский район.

## Население
| 2010 | 2013 |
| ---- | ---- |
| 3    | ↘0   |

| Годы      | 1979 | 1989 | 2002 | 2010 |
| --------- | ---- | ---- | ---- | ---- |
| Население | 26   | 4    | 3    | 3    |